# York Rafael
York Rafael (17 marzo 1999) è un calciatore svedese naturalizzato ruandese, centrocampista del Gefle.

## Biografia
È cresciuto in Svezia da genitori di origine angolana da parte di padre e ruandese da parte di madre.

## Carriera
Ha iniziato a giocare a calcio da bambino all'IFK Härnösand insieme a suo fratello maggiore. All'età di 9 anni, la sua famiglia si è trasferita a Gävle e York è così entrato a far parte della squadra calcistica del Brynäs IF, giocando allo stesso tempo anche a floorball nel Gävle GIK. All'età di 13 anni è stato reclutato dalla squadra calcistica del Sandvikens IF.
Nel 2014, sempre con il Sandvikens IF, è passato definitivamente alla prima squadra del club, con cui ha disputato il campionato di Division 2 ovvero la quarta serie nazionale. Nel 2015 ha svolto provini con il Watford e con la Lazio, senza però ottenere un contratto. L'anno successivo per un breve periodo si è aggregato in prova all'AIK, ma il 2 agosto 2016 è stato il Gefle ad ufficializzare il prestito di Rafael fino alla fine dell'anno. Nonostante la squadra biancazzurra occupasse gli ultimi posti della classifica dell'Allsvenskan 2016 – finendo poi per retrocedere – Rafael ha disputato solo una partita di campionato, la sconfitta del 27 agosto contro il Djurgården la quale rappresenta il suo esordio personale nella massima serie nazionale.
Nel gennaio del 2017 è passato ai tedeschi del Bochum con un prestito semestrale, ma dopo poco più di un mese il giocatore ha fatto anticipatamente rientro in Svezia senza aver fatto alcuna presenza ufficiale nel frattempo. Con il Sandvikens IF ha disputato dunque il campionato di Division 1 2017, a fronte della promozione ottenuta dalla squadra al termine dell'anno precedente.
Dopo essersi nuovamente allenato con l'AIK ma anche con l'Örebro, il diciottenne Rafael ha firmato a parametro zero un contratto di tre anni con l'IFK Värnamo valido a partire dal gennaio del 2018. Ha iniziato la stagione in biancoblu giocando 7 partite in Superettan partendo perlopiù dalla panchina, ma a campionato in corso è ritornato al Sandvikens IF seppur in prestito.
A partire dalla stagione 2019 si è trasferito a titolo definitivo al Kalmar con un accordo triennale. Qui ha disputato due campionati di Allsvenskan, che in entrambi i casi ha visto la squadra classificarsi al terzultimo posto per poi salvarsi dopo un doppio spareggio, dopodiché è stato ceduto.
Nel gennaio del 2021 York è sceso nel campionato di Superettan firmando un contratto biennale (con un'opzione per un terzo anno) con l'AFC Eskilstuna.